# Flora Paré
Pour les articles homonymes, voir Paré.
Flora Konati Paré, alias Flora Paré, née le 28 juillet 1992 à Dédougou, est une artiste, chanteuse, auteure, compositrice et interprète de musique burkinabé. Elle est médaillée d'argent en chanson aux 9es Jeux de la Francophonie, à Kinshasa1  en 2023 et récompensée du prix spécial de l'ambassadeur du Maroc au Burkina Faso aux Faso Music Awards 2024. 
Elle est devenue une star en Afrique de l'Ouest  après sa participation à l’édition d’Afrique francophone de The Voice selon le journal Le Monde,.
Elle est nommée ambassadrice pour l'égalité des genres de Plan International Afrique de l'Ouest et Afrique Centrale après avoir chanté Mon combat pour ma fille. 

## Biographie

### Enfance, formation et débuts
Flora Paré est membre d'une famille mélomane. Pendant son cursus universitaire qui la mène en Master 2 de marketing, elle multiplie les performances dans le milieu associatif tel que le Rotary International. Elle intègre la chorale Saint-Michel de Kolg Naaba durant une année, puis rejoint un orchestre musical nommé Joyous à Bobo Dioulasso.

### Carrière musicale
En 2017, elle représente le Burkina Faso à The Voice Afrique,, mais ne passera pas le cap des auditions à l'aveugle.
De retour à Ouagadougou, elle continue sa carrière d'interprète auprès du Bassiste burkinabè Sylvain Dando Paré.
En 2020, grâce à sa chanson Mon Combat pour Ma Fille primée au concours de Plan International, elle devient ambassadrice pour l'égalité des genres de  Plan International Afrique de l'Ouest et Afrique Centrale WACA,,. Elle continue comme interprète jusqu'en 2022 puis s'engage dans deux collaborations qui ont donné deux titres à savoir:  Pour la Patrie avec  le docteur slameur burkinabè Abdallah et le morceau Jour de Gloire avec dix-sept artistes nationaux.
Le 18 décembre 2022, elle sort son premier single intitulé Intro de l'amour en bandes sonores. Cette première chanson est faite dans un style reggae avec une touche de rap RnB.

## Distinctions et prix
Le vendredi 4 Août 2023, elle reçoit la médaille d’argent en chanson au 9e jeux de la francophonie, permettant à son pays de monter pour la première fois sur les marches de ce podium,.